# دوربین تحت شبکه

دوربین تحت شبکه

دوربین تحت شبکه (به انگلیسی: IP Camera) نوعی از دوربین است که معمولاً برای سامانه‌های حفاظتی و نظارت تصویری استفاده می‌شود و برخلاف دوربین‌های مداربسته آنالوگ از پروتکل‌های شبکه برای ارسال اطلاعات استفاده می‌کند. این دوربین‌ها برای اولین بار توسط شرکت AXIS در سال ۱۹۹۶ معرفی شدند.
دوربین مداربسته شبکه در واقع نوعی کامپیوتر کوچک نیز محسوب می‌شوند. این دوربین‌ها پس از دریافت اطلاعات تصاویر از حسگر آن‌ها را به اطلاعات دیجیتال تبدیل کرده و مطابق پروتکل‌های شبکه به شبکه می‌فرستند. وجود قسمت‌های تبدیل‌کننده در این دوربین‌ها باعث افزایش پیچیدگی و هزینه‌های آن‌ها شده‌است.
هر شرکت تولیدکننده سیستم‌های مداربسته شبکه پروتکلی مختص به خود را برای دوربین‌های تولید شده‌استفاده می‌کند. این کار موجب می‌شود شما در یک سیستم مداربسته شبکه نتوانید از چند دوربین متفاوت برای یک سیستم یکپارچه استفاده کنید. تنها راه استفاده از دوربین‌ها به این صورت تطابق آن‌ها با پروتکل Onvif است.

## تاریخچه
اولین سری از دوربین‌های مداربسته شبکه به وسیله شرکت AXIS با نام مدل Neteye 200 معرفی شدند. این دوربین‌ها از یک وب سرور اختصاصی داخلی استفاده می‌کردند. در اواخر ۱۹۹۹ این شرکت اقدام به استفاده از ورژن‌های خاص لینوکس برای راه‌اندازی دوربین‌های خود کرد.
کاربری امنیتی دوربین مداربسته به معنای نصب دوربین مداربسته برای افزایش امنیت یک محل یا امکان پیگیری قضایی است. این کاربری یکی از اصلی‌ترین دلایل نصب سیستم‌های مداربسته است تا جایی که به دوربین مداربسته، دوربین حفاظتی نیز گفته می‌شود.
با تکمیل این تکنولوژی توسط دیگر شرکت‌های الکترونیکی که روی به طراحی سیستم‌های دوربین مداربسته کرده بودند به مرور زمان تکنولوژی دوربین مداربسته شبکه گسترده‌تر شد. شرکت‌های سازنده دوربین مداربسته شبکه توانستند کیفیت تصویرها را از VGA به ۱٫۳ مگاپیکسل (1.3 Mega Pixel) ارتقاء دهند. در سال‌های اخیر با گسترش فناوری‌های نوین تصویر برداری و زیرساخت‌های شبکه برای مدیریت پهنای باند (Bandwidth) دوربین‌های مداربسته تحت شبکه با کیفیت‌های ۲ مگاپیکسل، ۳ مگاپیکسل، ۴ مگاپیکسل، ۸ مگاپیکسل، ۱۲ مگاپیکسل، ۲۴مگاپیکسل و بالاتر طراحی و تولید شد.

## نقاط قوت
- دوربین‌های شبکه انعطاف‌پذیری بالایی دارند. دوربین‌های شبکه را می‌توان به راحتی در هر کجا از شبکه جابه‌جا کرد.
- از طریق دوربین‌های شبکه می‌توان از امکانات پردازش تصویر بر روی تصاویر استفاده کرد. پردازش‌هایی که روی تصویر انجام می‌شود به مدل دوربین و شرکت سازندهٔ آن بستگی دارد.
- از جمله پردازش‌های تصویر: تشخیص عبور از خط، تشخیص ورود و خروج از منطقهٔ حفاظت‌شده، تشخیص صدای محیط، تشخیص چهرهٔ انسان و پلاک خودرو، تشخیص تجمع افراد، تشخیص ولگردی افراد، تشخیص پارک خودرو در مکان غیرمجاز، تشخیص دود و حرارت را نام برد.
- امکان چرخش یا کنترل دوربین‌های زوم و PTZ با استفاده از تنها یک کابل شبکه (بدون نیاز به کابل برق و سیگنال) به وجود خواهد آمد.
- در صورت داشتن قابلیت POE می‌توان دوربین را از طریق کابل شبکه تغذیه نمود.
- کیفیت تصویر دوربین‌های تحت شبکه به مدد فناوری‌های نوین به‌کار رفته، بسیار مطلوب‌تر از دوربین‌های آنالوگ است.

## اجزای اصلی سیستم مداربستهٔ شبکه
- دوربین مداربستهٔ شبکه: وظیفهٔ تصویربرداری یا تولید تصاویر دیجیتال را برعهده دارد.
- دستگاه ضبط ویدئویی تحت شبکه: سرور مرکزی سامانهٔ دوربین مداربسته است و تصاویر را دریافت کرده، ضبط می‌کند یا نمایش می‌دهد.
- هارد دیسک: داخل دستگاه NVR نصب شده و وظیفهٔ ضبط تصاویر را بر عهده دارد. میزان ضبط NVR به اندازهٔ ظرفیت هارد آن وابسته است.
- منبع تغذیهٔ دوربین‌ها: ولتاژ برق شهر را به ۱۲ ولت تغییر می‌دهد تا امکان تغذیهٔ دوربین‌ها فراهم شود.
- سوئیچ شبکه: سوئیچ شبکه برای پیاده‌سازی شبکه‌ای از دوربین‌های مداربسته که دست کم ۲ دوربین یا بیشتر را شامل می‌شود، یک الزام است. سوئیچ در واقع نقش انشعاب‌دهنده را در این سامانه بازی می‌کند.
- کابل شبکه: وظیفهٔ انتقال اطلاعات بین دوربین‌ها و شبکه را برعهده خواهد داشت.
- کابل برق: وظیفهٔ انتقال برق از منبع تغذیه تا دوربین را برعهده دارد. در صورتی که دوربین‌ها به روش POE (برق در بستر شبکه) تغذیه شوند نیازی به استفاده از کابل برق نخواهد بود و کابل شبکهٔ موجود، نقش انتقال‌دهندهٔ برق را نیز ایفا خواهد نمود.
- اتصالات شبکه: ملزومات مورد نیاز برای اتصال کابل‌ها به تجهیزات مانند سوکت شبکه.

## نکات دوربین تحت شبکه
عموماً در هنگام خرید یک دوربین تحت شبکه باید به موارد زیر دقت کرد:
1. رزولوشن دوربین
2. پهنای باند
3. لنز دوربین
4. فرمت فشرده‌سازی
5. نرخ فریم
6. پشتیبانی از POE
7. پشتیبانی از کارت حافظهٔ اس‌دی و…